# Ruellia singularis
Ruellia singularis är en akantusväxtart som beskrevs av Raymond Benoist. Ruellia singularis ingår i släktet Ruellia och familjen akantusväxter. Inga underarter finns listade i Catalogue of Life.